# El Pi – Proposta per les Illes

Logo jusqu'en 2021

El Pi – Proposta per les Illes (en français : El Pi – Proposition pour les îles) (El Pi) est un parti politique centriste des îles Baléares qui défend les valeurs et la culture des îles. Il a été fondé 2 novembre 2012 par la fusion de plusieurs partis : Convergence pour les Îles, Ligue régionaliste des îles Baléares (ca), Union minorquine (ca), Es Nou Partit, Aliança Liberal de Manacor, Sud-Unificat et Independents de Marratxí.

### Sources
- (ca) Cet article est partiellement ou en totalité issu de l’article de Wikipédia en catalan intitulé « Proposta per les Illes » (voir la liste des auteurs).